# Miguel Ferreira da Costa
Miguel Ferreira da Costa (Dom Tomás de Aquino OSB) (* 1954 in Rio de Janeiro) ist Bischof der katholisch-traditionalistischen Priestergemeinschaft Marcel Lefebvre (USML, Union sacerdotale Marcel-Lefebvre), einer Absplitterung der Priesterbruderschaft St. Pius X.
Miguel Ferreira da Costa erfuhr seine schulische Ausbildung am Colégio de São Bento in Rio de Janeiro und schloss sich früh dem Kreis nationalistisch-traditionalistischer Katholiken um Gustavo Corção Braga (1896–1978) an, die das Vaticanum II ablehnten. Sein begonnenes Jurastudium gab er auf und wurde 1974 unter dem Namen Thomas d’Aquin Benediktiner in der altritualistischen Klostergründung des Gérard Calvet OSB, zuerst angesiedelt in Bédoin, ab 1980 in Le Barroux. Theologie studierte er im Hausstudium seines Klosters und im Priesterseminar zu Ecône. Dort weihte ihn 1980 der emeritierte Erzbischof Marcel Lefebvre zum katholischen Priester. 1987 wurde er erster Prior des von Le Barroux aus gegründeten Benediktinerklosters Santa Cruz in Nova Friburgo (Brasilien). Prior und Kloster unterhielten enge Beziehungen zu Lefebvre, zu Antônio de Castro Mayer und zur Piusbruderschaft, ohne dieser jemals kirchenrechtlich unterstellt zu sein. 
1988 folgte Santa Cruz nicht der Rückkehr von Gérard Calvet und Le Barroux in die volle Gemeinschaft der römisch-katholischen Kirche, erklärte sich für unabhängig und pflegte weiterhin Sakramentsgemeinschaft, besonders hinsichtlich der Ordinationen, mit der Priesterbruderschaft St. Pius X., ab 2012 bevorzugt mit Bischof Richard Williamson. Die Verbindung mit der Piusbruderschaft zerbrach definitiv 2016 im Gefolge der von Ferreira da Costa heftig abgelehnten Annäherung zwischen den Piusbrüdern und dem Vatikan seit Papst Benedikt XVI. Daraufhin bot der von Marcel Lefebvre zum Bischof konsekrierte, inzwischen erneut durch Rom exkommunizierte und aus der Piusbruderschaft ausgeschlossene Richard Williamson den Dissidenten seinen Dienst als betreuender Bischof an und weihte, unter Missachtung des katholischen Kirchenrechts, Ferreira da Costa am 19. März 2016 in Nuova Friburgo zum Bischof. Als Mitkonsekrator fungierte der 2015 ebenfalls durch Williamson geweihte Bischof Jean-Michel Faure.